# 關廟轉運站
22°57′49″N 120°20′13.5″E / 22.96361°N 120.337083°E
關廟轉運站，位於臺灣臺南市關廟區中正路560號，為台南市政府交通局規劃四處公辦轉運站（保安、善化、麻豆、關廟）之一，並為行駛台南南關線地區的紅幹支線主要轉運中樞。
本站與麻豆轉運站相仿，皆是以當地果菜市場改建而成。轉運站站體以關廟特產鳳梨為設計意象，建築物主體近似鳳梨造型，候車亭屋頂則宛如鳳梨葉，造型生動且兼具功能性。改建案總工程經費約2965萬，2015年9月22日改建工程動工，2016年4月18日完工，於同年5月24日正式啟用，由興南客運取得三年營運權。

## 歷史
明治44（1911）年12月27日，臺南＝關帝廟輕便鐵道開業，全長8.5哩，由臺南輕便鐵道株式會社經營。其關廟總站設於中山路與文衡路口處（鄰近關廟國中），位居關廟聚落西側出入口。1930年後隨著公路發達，汽車客運亦以該地為總站。戰後，此站場由臺南客運經營，並增候車室、辦公室，成為二層樓建築、亦為關廟進出的著名地標。
後因2003年9月臺南客運停駛，原場站遭轉售拆除，之後僅在關廟國中前設置兩座簡易候車亭取代。直到縣市合併後，台南市政府積極推廣大眾運輸政策，並著手進行路線整併與幹線班次加密，既有的簡易候車亭空間狹小逐漸不敷使用，因此市府遂規劃將聚落東側的果菜市場，設置關廟轉運站。

## 轉運站設施
除基本的公車轉運站體、公車停靠區外，另外建置了以下硬體設施：
- 12席自行車停車位
- 23席機車停車位（站區內）
- 100~150席機車停車位（轉運站周邊）
- 1席無障礙機車停車位
- 1席無障礙汽車停車位
- 2席計程車停車位
- 臺南市公共自行車租賃系統（YouBike 2.0）
  - 關廟轉運站：20柱（中正路560號）

## 本站經過路線
| 大台南公車 |                   |            |                            |            |                                                                                            |
| 路線       | 經營業者          | 起站       | 行經                       | 迄站       | 備註                                                                                       |
| 綠16       | 興南客運          | 新化       | 關廟區公所、關廟轉運站     | 關廟國中   | - 首班車延駛至歸仁區公所(中正北路)。 - 部分班次延駛至高鐵台南站。 - 部分班次繞駛統一花園。 |
| 紅幹線     | 興南客運          | 安平工業區 | 台南火車站、仁德、歸仁     | 關廟轉運站 | - 部分班次延駛至龍崎。 - 部分班次繞駛新豐高中、歸仁國中。                                  |
| 紅1        | 興南客運          | 臺南轉運站 | 後甲、太子廟、歸仁         | 關廟轉運站 |                                                                                            |
| 紅2        | 興南客運          | 臺南轉運站 | 大灣、上崙子               | 關廟轉運站 | - 首班車延駛至西門健康立體停車場。 - 07:05西門健康立體停車場發車班次繞駛中華醫大。         |
| 紅3        | 興南客運          | 臺南轉運站 | 台南航空站、高鐵台南站     | 關廟轉運站 | - 部分班次繞駛文賢德成路口、長榮大學。                                                     |
| 紅10       | 興南客運          | 關廟轉運站 | 永康火車站                 | 奇美醫院   | - 部分班次繞駛烏竹里、大灣高中。                                                           |
| 紅11       | 興南客運 皇冠交通 | 關廟國中   | 關廟轉運站、新光社區、龍崎 | 牛埔農塘   | - 12班次使用小黃公車營運。                                                                 |
| 紅12       | 皇冠交通          | 關廟國中   | 關廟轉運站、龍崎           | 烏山頭     | - 全線使用小黃公車營運。                                                                   |
| 紅13       | 興南客運 皇冠交通 | 關廟轉運站 | 深坑、布袋                 | 阿蓮       | - 2班次使用小黃公車營運。                                                                  |
| 紅14       | 興南客運          | 關廟轉運站 | 歸仁、高鐵台南站           | 長榮大學   | - 部分班次繞駛沙崙綠能宅。                                                                 |

| 公路客運 |          |            |            |            |      |
| 路線     | 經營業者 | 起站       | 行經       | 迄站       | 備註 |
| 8050     | 高雄客運 | 臺南火車站 | 關廟轉運站 | 旗山轉運站 |      |

## 外部連結
- 大台南公車
- 臺南市政府交通局
- 臺南市公共運輸處
- 興南客運 （页面存档备份，存于）